# Penco
Penco (pronuncia-se /'peŋ.ko/ em espanhol) é uma comuna da província de Concepción, localizada na Região de Biobío, Chile. Possui uma área de 107,6 km² e uma população de 46.265 habitantes (2012).
A comuna limita-se: a sul com Concepción; a oeste com Talcahuano e o Oceano Pacífico; a norte com Tomé; a leste com Florida.
Penco faz parte da Grande Concepción, a região metropolitana da Concepción província.

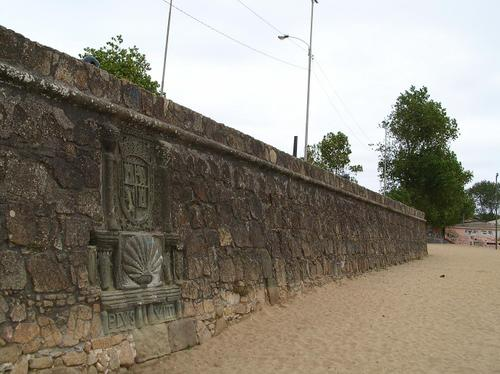
Fortaleza La Planchada, construída em 1687 na Praia de Pencô. Desde 1977 é considerada um monumento nacional do Chile. É uma das estruturas mais antigas conservadas da Grande Concepción.

## Etimologia
- Penco (ou 'Penco', 'Pencô', na ortografia portuguesa) são duas vozes do mapudungun (pen e ko. Onde pen é ver, e ko é água), que significam: vendo a água.
- Outra teoria indica que provém também do mapudungun, mas significa: água de Peumo.
- Talvez faz referência a Peguco, um vale da comuna próxima de Coihueco.[3]